# Boni (supermarkt)
Boni is een Nederlandse supermarktketen met 24 vestigingen en is in 1972 opgericht. Het hoofdkantoor en distributiecentrum zijn gevestigd in Nijkerk.

## Geschiedenis
Boni werd in 1972 opgericht door Gerrit Klaassen en is van oorsprong een familiebedrijf. De naam Boni is afkomstig van het woord bonus, dat afgeleid is van het Latijnse woord boni, wat 'van het goede' betekent. De eerste winkel had al een echte discountuitstraling. De winkel was eenvoudig ingericht met houten stellingen en had een zeer voordelig, maar breed assortiment. Boni heeft deel uitgemaakt van de Prisma Food Retail, maar toen Prisma in 2001 aan de voedingswarengroothandel Sligro Food Group werd verkocht, werd het een zelfstandige supermarktketen. Het bedrijf is een van de veertien leden van inkoopvereniging Superunie. Op 28 juli 2023 werd bekend dat Boni met supermarktketen Nettorama gaat fuseren en verdergaat onder de naam Nettorama.

## Vestigingen
Hoofdkantoor en distributiecentrum zijn gevestigd te Nijkerk. In 2005 is het distributiecentrum uitgebreid van 8.000 naar 16.000 m². Het filiaal in Nijkerk Wheemplein was het grootst met een oppervlakte van 1950 m². De winkels bevinden zich in het midden, westen en noorden van het land, vooral in steden die grenzen aan de snelweg A28. In 2015 nam Boni drie C1000-winkels over in Emmer-Compascuum, Klazienaveen en Hasselt. In 2016 werd de vestiging in Almere Buiten overgenomen door Vomar supermarkten en in 2017 opende Boni een winkel in Oldebroek. In 2018 opende er een nieuwe vestiging in Heerde, hier werd ook als eerste geëxperimenteerd met de nieuwe winkelformule. Eind augustus 2019 werd de vestiging in Amsterdam ook overgenomen door Vomar. In april 2020 werd er een vestiging in Amersfoort geopend. Eind september 2021 sloot de winkel in Veenendaal. In 2022 werden 8 winkels overgenomen van Coop/Plus die vanwege een fusie afgestoten moesten worden. Het betrof winkels in Harmelen, Hollandscheveld, Ruurlo, Stolwijk, Terborg, Wehl, Groot-Ammers en Ravenstein. De vestiging in Zeewolde sloot in januari 2024 de deuren, gevolgd door de winkel in Eemnes in november van dat jaar. De winkels in Lelystad, Hollandscheveld, Ravenstein, Amersfoort, Mijdrecht, IJsselmuiden, Ede en Apeldoorn zijn in de loop van 2024 omgebouwd naar Nettorama. De winkel aan het Wheemplein in Nijkerk ging in januari 2025 dicht om te worden omgebouwd naar een Plus. De verbouwing van de resterende winkels zal, als het huidige tempo van ombouw wordt volgehouden, begin 2026 worden afgerond.

## Huisstijl en motto's
Tot midden 2005 waren de vaste kleuren blauw en geel, daarna werd dat rood en geel. In de nieuwe formule van Boni zijn de kleuren rood en wit. De kruidenier streeft hiermee een chiquer en 'flitsender' imago na. Vroegere motto's waren "Boni uw supermarkt vol voordeel" en "Boni altijd goedkoop". In de oude formule wordt "Thuis bij Boni" gebruikt en in de allernieuwste formule van Boni wordt gebruikgemaakt van het motto "Voor de basis naar Boni".

## Naam
Gerrit Klaassen, de oprichter van de winkelketen, was op zoek naar een pakkende naam. Tijdens een studiereis in de Verenigde Staten kwam hij de naam Bonie tegen. Toen hij teruggekomen was in Nederland, zocht hij op wat die naam betekende. Hij kwam erachter dat het woord in het Latijn een vorm van Bonus is. Letterlijk vertaald betekent het van het goede. Zo kreeg de supermarkt van Klaassen de naam Boni. Overigens hanteerde de Belgische supermarktketen Colruyt al in 1953 een formule met de naam Boni. Tegenwoordig gebruikt men daar de naam Boni Selection voor producten van het huismerk.